# Loreta Gulotta
Loreta Maria Gulotta (née le 8 mai 1987 à Salemi) est une escrimeuse italienne, dont l'arme de prédilection est le sabre.
Appartenant au corps militaire des Fiamme Gialle, comme finanziere scelto (it), elle est diplômée en sciences politiques et relations internationales (licence). Son maître d'armes est Lucio Landi. À sa première participation olympique, en éliminant la championne olympique sortante Kim Ji-yeon, elle accède aux quarts de finale à Rio où elle est ensuite battue par Olha Kharlan. Lors des Championnats du monde 2015, elle termine 5e par équipes et 42e en individuel. Elle est championne d'Italie en 2015. Lors des Jeux olympiques de 2016, elle est éliminée en quart-de-finale par Olha Kharlan et atteint les demi-finales de l'épreuve par équipes.